# تي آرتوم
تي آرتوم (بالانجليزية: teAtrum) هي شركة مسرح ألمانية ومقرها في فرانكفورت، وبرلين في المانيا. حتى عام 2013 ، كان المقر الرئيسي يقع في فرانكفورت داخل مبنى لمصنع قديم. يتم إنتاج العديد من الأعمال المسرحية في مواقع استثنائية جزئياً: في أقبية القبو، في المدارس والكليات، في أوبرا فرانكفورت، في النوادي الليلية، وأرضيات المصانع والمخازن السابقة.
تأسست شركة المسرح في عام 1996 في فرانكفورت والآن (منذ عام 2010) مقرها في برلين، ألمانيا.